# Weiten
Weiten je městys v okrese Melk v rakouské spolkové zemi Dolní Rakousy. Žije zde přibližně 1 100 obyvatel.

## Geografie
Weiten leží v jižní části Waldviertelu (Lesní čtvrti) v Dolních Rakousích. Plocha městyse je 28,48 kilometrů čtverečních a 55,83 % plochy je zalesněno.

### Katastrální území
- Eibetsberg
- Eitenthal
- Filsendorf
- Jasenegg
- Mörenz
- Mollenburg
- Mollendorf
- Nasting
- Rafles
- Seiterndorf
- Streitwiesen
- Tottendorf
- Weiten
- Weiterndorf

## Historie
Ve starověku bylo území součástí provincie Noricum. V jádru Rakouska ležící území má stejně proměnlivé dějiny jako jsou dějiny celého Rakouska.
V roce 1968 vzniklo společenství obcí Weiten, Mollendorf, Seiterndorf a Filsendorf.

### Vývoj počtu obyvatel
- 1971 1185
- 1981 1180
- 1991 1125
- 2001 1153

## Politika
Starostou městyse byl v letech 2005–2015 Johann Habegger a vedoucí kanceláře Berta Krenn.
V zastupitelstvu obce je 19 křesel, která jsou podle výsledků voleb v roce 2005 podle získaných mandátů rozdělena takto:
- ÖVP 15
- SPÖ 4

### Starostové
- 1995–2005 Johann Jindra (ÖVP)
- 2005–2015 Johann Habegger (ÖVP)
- 2015–2022 Franz Höfinger (ÖVP)[2][3]
- od roku 2022 Ramona Fletzberger (ÖVP)

## Kultura a pamětihodnosti
- Mollenburg (zřícenina hradu)

## Hospodářství a infrastruktura
Nezemědělských pracovišť bylo v roce 2001 47 a nezemědělských a lesnických pracovišť bylo v roce 1999 109. Počet výdělečně činných osob v místě bydliště bylo v roce 2001 503, tj. 43,97 %.